# 이용한 (1875년)
이용한(李容漢, 1875년 음력 11월 19일 ~ ?)은 대한제국과 일제강점기의 관료이다.

## 생애
20대 중반인 1900년에 일본에 유학하여 신학문을 공부했다. 나라시의 보통학관을 거쳐 교토부에서 중학 과정을 마쳤고, 1903년에는 오사카시의 상업학교에 입학하였다.
1905년에 오사카 시립 대학의 전신인 오사카 고등 상업학교를 졸업하고 귀국한 뒤 관계에 입문하였다. 1907년에 판임관 7급의 농상공부 주사로 관직을 시작하였으며, 곧 품계 9품의 농상공부 서기랑이 되었다. 이 시기에 한일 병합 조약 체결을 촉구하는 일진회 회원으로 활동하여, 1907년 3월부터 일진회 총무국 교섭위원을 역임하였다.
1910년 한일 병합 조약이 체결되어 조선총독부 소속으로 이동되었다. 경상북도 개령군 군수로 임명되고, 칠곡군과 달성군, 경산군 군수를 차례로 지냈다. 달성군수로 있을 때는 경상북도 지방토지조사위원회의 임시위원도 겸했다.
일본 정부로부터 서보장을 수여 받는 등 경산군수이던 1922년을 기준으로 종6위 훈6등에 서위되어 있었다. 한국병합기념장과 다이쇼대례기념장도 수여받았다.
퇴관 후에도 조선소작인상조회에 참여하는 등 사회 활동을 계속했다. 이 단체는 소작인과 지주, 노동자와 자본가 사이의 갈등이 심해지고 공산주의 사상이 유입되자, 노동자와 농민의 계급의식 각성을 막기 위해 송병준이 중심이 되어 발기했다. 이용한은 조선소작인상조회의 평의원을 맡았고, 이 단체를 포함하여 친일을 표방한 여러 단체가 연합한 각파유지연맹에는 발기인으로 참가했다.

## 사후
- 2008년 민족문제연구소가 발표한 친일인명사전 수록예정자 명단 중 관료 부문과 친일단체 부문에 포함되었다.

## 같이 보기
- 일진회

## 참고 자료
- 이용한(李容漢) - 국사편찬위원회